# SA-212
La SA-212 es una carretera de titularidad autonómica de la Junta de Castilla y León (España) que discurre por la provincia de Salamanca entre las localidades de Guijuelo y Tamames. 
Además pasa por Fuenterroble de Salvatierra, Casafranca, Endrinal, Linares de Riofrío, Escurial de la Sierra, y Tejeda y Segoyuela.

## Historia
El 22 de junio de 2011 el delegado territorial de la Junta de Castilla y León en Salamanca, Gerardo Sánchez-Granjel, y la presidenta de la Diputación, Isabel Jiménez, firmaron el acta de cambio de titularidad de cuatro carreteras de la provincia, tal como habían aprobado los órganos competentes de ambas instituciones. La Junta de Castilla y León asume la titularidad de la DSA-230 y de la DSA-340, las cuales son renombradas como SA-212, y SA-213, y la Diputación de Salamanca asume la titularidad de la SA-320 y la SA-330, las cuales son renombradas como DSA-560, y DSA-576.

## Recorrido
La carretera SA-212 tiene su origen en la intersección con la carretera N-630 en Guijuelo y termina en Tamames en la intersección con la carretera SA-210 formando parte de la Red de carreteras de Salamanca.
| Guijuelo (Intersección con ) - Tamames (Intersección con ) | Guijuelo (Intersección con ) - Tamames (Intersección con ) | Guijuelo (Intersección con ) - Tamames (Intersección con )                     | Guijuelo (Intersección con ) - Tamames (Intersección con ) | Guijuelo (Intersección con ) - Tamames (Intersección con ) | Guijuelo (Intersección con ) - Tamames (Intersección con ) | Guijuelo (Intersección con ) - Tamames (Intersección con ) | Guijuelo (Intersección con ) - Tamames (Intersección con ) | Guijuelo (Intersección con ) - Tamames (Intersección con ) | Guijuelo (Intersección con ) - Tamames (Intersección con ) | Guijuelo (Intersección con ) - Tamames (Intersección con ) |
| Esquema                                                    | PK                                                         | Sentido Tamames                                                                | Sentido Tamames                                            | Sentido Tamames                                            | Sentido Tamames                                            | Sentido Guijuelo                                           | Sentido Guijuelo                                           | Sentido Guijuelo                                           | Sentido Guijuelo                                           | Incidencias                                                |
| Esquema                                                    | PK                                                         | Velocidad                                                                      | Elemento                                                   | Salida                                                     | Salida                                                     | Salida                                                     | Salida                                                     | Elemento                                                   | Velocidad                                                  | Incidencias                                                |
| Esquema                                                    | PK                                                         | Velocidad                                                                      | Elemento                                                   | Dir.                                                       | Nombre                                                     | Nombre                                                     | Dir.                                                       | Elemento                                                   | Velocidad                                                  | Incidencias                                                |
| ---------------------------------------------------------- | ---------------------------------------------------------- | ------------------------------------------------------------------------------ | ---------------------------------------------------------- | ---------------------------------------------------------- | ---------------------------------------------------------- | ---------------------------------------------------------- | ---------------------------------------------------------- | ---------------------------------------------------------- | ---------------------------------------------------------- | ---------------------------------------------------------- |
|                                                            | 0,0                                                        |                                                                                |                                                            | Béjar Cáceres                                              | Béjar Cáceres                                              | Béjar Cáceres                                              |                                                            |                                                            |                                                            |                                                            |
| Salamanca                                                  | 0,0                                                        |                                                                                |                                                            |                                                            |                                                            |                                                            |                                                            |                                                            |                                                            |                                                            |
|                                                            | 1,0                                                        |                                                                                |                                                            | GUIJUELO                                                   | GUIJUELO                                                   | GUIJUELO                                                   | GUIJUELO                                                   |                                                            |                                                            |                                                            |
|                                                            | 2,9                                                        |                                                                                |                                                            | Polígono industrial                                        | Polígono industrial                                        | Polígono industrial                                        | Polígono industrial                                        |                                                            |                                                            |                                                            |
|                                                            | 5,1                                                        |                                                                                |                                                            | Fuenterroble de Salvatierra                                | Fuenterroble de Salvatierra                                | Fuenterroble de Salvatierra                                | Fuenterroble de Salvatierra                                |                                                            |                                                            |                                                            |
|                                                            | 6,1                                                        |                                                                                |                                                            | Fuenterroble de Salvatierra                                | Fuenterroble de Salvatierra                                | Fuenterroble de Salvatierra                                | Fuenterroble de Salvatierra                                |                                                            |                                                            |                                                            |
|                                                            | 9,4                                                        |                                                                                |                                                            | CASAFRANCA                                                 | CASAFRANCA                                                 | CASAFRANCA                                                 | CASAFRANCA                                                 |                                                            |                                                            |                                                            |
|                                                            | 10,0                                                       |                                                                                |                                                            | CASAFRANCA                                                 | CASAFRANCA                                                 | CASAFRANCA                                                 | CASAFRANCA                                                 |                                                            |                                                            |                                                            |
|                                                            | 13,4                                                       |                                                                                |                                                            | ENDRINAL                                                   | ENDRINAL                                                   | ENDRINAL                                                   | ENDRINAL                                                   |                                                            |                                                            |                                                            |
|                                                            | 13,4                                                       |                                                                                |                                                            |                                                            | Frades de la Sierra Vecinos                                | Frades de la Sierra Vecinos                                |                                                            |                                                            |                                                            |                                                            |
|                                                            | 13,4                                                       | Los Santos                                                                     |                                                            |                                                            |                                                            |                                                            |                                                            |                                                            |                                                            |                                                            |
|                                                            | 13,9                                                       |                                                                                |                                                            | CM-521 Casas de Monleón                                    | CM-521 Casas de Monleón                                    | CM-521 Casas de Monleón                                    | CM-521 Casas de Monleón                                    |                                                            |                                                            |                                                            |
|                                                            | 13,9                                                       |                                                                                |                                                            | ENDRINAL                                                   | ENDRINAL                                                   | ENDRINAL                                                   | ENDRINAL                                                   |                                                            |                                                            |                                                            |
|                                                            | 16,9                                                       |                                                                                |                                                            | Monleón                                                    | Monleón                                                    | Monleón                                                    | Monleón                                                    |                                                            |                                                            |                                                            |
|                                                            | 23,7                                                       |                                                                                |                                                            | LINARES DE RIOFRÍO                                         | LINARES DE RIOFRÍO                                         | LINARES DE RIOFRÍO                                         | LINARES DE RIOFRÍO                                         |                                                            |                                                            |                                                            |
|                                                            | 23,7                                                       |                                                                                |                                                            | Las Veguillas                                              | Las Veguillas                                              | Las Veguillas                                              | Las Veguillas                                              |                                                            |                                                            |                                                            |
|                                                            | 24,510                                                     |                                                                                |                                                            |                                                            | Vecinos Salamanca Tamames Escurial de la Sierra            | Vecinos Salamanca Tamames Escurial de la Sierra            |                                                            |                                                            |                                                            | Inicio tramo compartido con                                |
|                                                            | 24,510                                                     | San Miguel de Valero                                                           |                                                            |                                                            |                                                            |                                                            |                                                            |                                                            |                                                            | Inicio tramo compartido con                                |
|                                                            | 24,510                                                     | Endrinal Guijuelo                                                              |                                                            |                                                            |                                                            |                                                            |                                                            |                                                            |                                                            | Inicio tramo compartido con                                |
|                                                            | 24,660                                                     |                                                                                |                                                            |                                                            | Vecinos Salamanca                                          | Vecinos Salamanca                                          |                                                            |                                                            |                                                            | Final tramo compartido con                                 |
|                                                            | 24,660                                                     | San Miguel de Valero Endrinal Guijuelo                                         |                                                            |                                                            |                                                            |                                                            |                                                            |                                                            |                                                            | Final tramo compartido con                                 |
|                                                            | 24,660                                                     | Tamames Escurial de la Sierra                                                  |                                                            |                                                            |                                                            |                                                            |                                                            |                                                            |                                                            | Final tramo compartido con                                 |
|                                                            | 24,7                                                       |                                                                                |                                                            | La Honfría                                                 | La Honfría                                                 | La Honfría                                                 | La Honfría                                                 |                                                            |                                                            |                                                            |
|                                                            | 24,9                                                       |                                                                                |                                                            | LINARES DE RIOFRÍO                                         | LINARES DE RIOFRÍO                                         | LINARES DE RIOFRÍO                                         | LINARES DE RIOFRÍO                                         |                                                            |                                                            |                                                            |
|                                                            | 29,5                                                       |                                                                                |                                                            | ESCURIAL DE LA SIERRA                                      | ESCURIAL DE LA SIERRA                                      | ESCURIAL DE LA SIERRA                                      | ESCURIAL DE LA SIERRA                                      |                                                            |                                                            |                                                            |
|                                                            | 29,6                                                       |                                                                                |                                                            | CM-BE-7 Hondura                                            | CM-BE-7 Hondura                                            | CM-BE-7 Hondura                                            | CM-BE-7 Hondura                                            |                                                            |                                                            |                                                            |
|                                                            | 30,5                                                       |                                                                                |                                                            | ESCURIAL DE LA SIERRA                                      | ESCURIAL DE LA SIERRA                                      | ESCURIAL DE LA SIERRA                                      | ESCURIAL DE LA SIERRA                                      |                                                            |                                                            |                                                            |
|                                                            | 31,3                                                       |                                                                                |                                                            | CM-BE-6 Navarredonda de la Rinconada                       | CM-BE-6 Navarredonda de la Rinconada                       | CM-BE-6 Navarredonda de la Rinconada                       | CM-BE-6 Navarredonda de la Rinconada                       |                                                            |                                                            |                                                            |
|                                                            | 36,2                                                       |                                                                                |                                                            | TEJEDA Y SEGOYUELA                                         | TEJEDA Y SEGOYUELA                                         | TEJEDA Y SEGOYUELA                                         | TEJEDA Y SEGOYUELA                                         |                                                            |                                                            |                                                            |
|                                                            | 36,3                                                       |                                                                                |                                                            |                                                            | Narros de Matalayegua                                      | Narros de Matalayegua                                      |                                                            |                                                            |                                                            |                                                            |
|                                                            | 36,3                                                       | La Rinconada de la Sierra                                                      |                                                            |                                                            |                                                            |                                                            |                                                            |                                                            |                                                            |                                                            |
|                                                            | 36,5                                                       |                                                                                |                                                            | TEJEDA Y SEGOYUELA                                         | TEJEDA Y SEGOYUELA                                         | TEJEDA Y SEGOYUELA                                         | TEJEDA Y SEGOYUELA                                         |                                                            |                                                            |                                                            |
|                                                            | 43,6                                                       |                                                                                |                                                            | TAMAMES                                                    | TAMAMES                                                    | TAMAMES                                                    | TAMAMES                                                    |                                                            |                                                            |                                                            |
|                                                            | 43,800                                                     |                                                                                |                                                            |                                                            | Salamanca Vecinos                                          | Salamanca Vecinos                                          | Salamanca Vecinos                                          |                                                            |                                                            |                                                            |
|                                                            | 43,800                                                     | El Cabaco Aldehuela de Yeltes Aldeanueva de la Sierra La Fuente de San Esteban |                                                            |                                                            |                                                            |                                                            |                                                            |                                                            |                                                            |                                                            |